# Черніченко Олександр Анатолійович
Олекса́ндр Анато́лійович Черніче́нко (нар. 19 квітня 1968, смт Підволочиськ, Тернопільська область, Українська РСР — пом. 29 березня 2015, с. Гранітне, Волноваський район, Донецька область, Україна) — капітан Збройних сил України.

## Життєвий шлях
Народився 1968 року в смт Підволочиськ на Тернопільщині, у родині військового. Навчався у Підволочиській середній школі. Через службу батька родина переїхала до м. Одеса, де Олександр пішов у 3-й клас. По закінченні школи в Одесі, продовжив навчання в сільськогосподарському технікумі у Молдові.
Після проходження строкової військової служби вирішив стати військовослужбовцем. Закінчив школу прапорщиків, Академію Державної прикордонної служби в Хмельницькому. Проходив службу на посаді начальника 4-ї прикордонної застави імені М. Щербини Чернівецького прикордонного загону ДПСУ. 1993 року був поранений при виконанні службових обов'язків. Після лікування продовжив службу в місті Рівне. 2008 року у званні капітана звільнений в запас. Повернувся у рідний Підволочиськ, працював у сусідньому місті Волочиську в КП «ЖЕК».
У зв'язку з російською збройною агресією проти України 2014 року призваний Рівненським військовим комісаріатом за частковою мобілізацією як доброволець.
Капітан, заступник командира з озброєння 4-ї механізованої роти 2-го механізованого батальйону 72-ї окремої механізованої бригади, в/ч А2167, м. Біла Церква. Від січня 2015-го перебував у зоні бойових дій.
29 березня 2015 загинув під час вчиненого російськими терористами мінометного обстрілу ротного опорного пункту поблизу села Гранітне Волноваського району. Противник обстрілював позиції батальйону з мінометів та артилерійської зброї калібром 122 і 152 мм, — з району аеродрому, на 3 км східніше Гранітного та з району лісосмуги на 1,5 км західніше с. Нова Мар'ївка. Ще один військовослужбовець дістав поранення.
Похований 2 квітня на кладовищі міста Волочиськ, Хмельницька область.
Без Олександра лишилися мати Баушева (Черніченко) Валентина Василівна, сестри, дружина Оксана Миколаївна, син Максим 2005 р.н.

## Нагороди та звання
- Указом Президента України № 9/2016 від 16 січня 2016 року, за особисту мужність і високий професіоналізм, виявлені у захисті державного суверенітету та територіальної цілісності України, вірність військовій присязі, нагороджений орденом Богдана Хмельницького III ступеня (посмертно)[5].
- Почесний громадянин Волочиського району (посмертно, рішення сесії Волочиської районної ради від 14 липня 2016).
- Почесний громадянин міста Рівне (посмертно, рішення Рівненської міськради № 5756 від 17 вересня 2015).

## Вшанування пам'яті
13 жовтня 2015 на фасаді будівлі Підволочиської ЗОШ І—ІІІ ступенів відкрили пам'ятну дошку загиблому учаснику АТО Олександрові Черніченку.
14 жовтня 2015 в центрі міста Рівне, на перехресті вулиць Соборної та 16 Липня, відкрили дошку пам'яті Героям АТО та Майдану, серед світлин вшанованих полеглих захисників України — мешканець Рівного Олександр Черніченко.